# Морозов Валентин Євгенович
Валентин Євгенович Морозов (рос. Валентин Евгеньевич Морозов; нар. 19 лютого 1924, РРФСР) — радянський футболіст та тренер російського походження, виступав на позиції захисника.

## Кар'єра гравця
Вихованець підмосковного «Сільмашу» (Люберці). У 1945 році розпочав футбольну кар'єру в клубі МВО (Москва). Після переїзду клубу продовжив кар'єру в команді міста Калінін. Після розформування клубу в 1953 році став гравцем донецького «Шахтаря». У 1958 році перейшов у СКВО (Львів).

## Кар'єра тренера
По завершенні кар'єри гравця розпочав тренерську діяльність. З 1962 по 1964 рік очолював «Волгу» (Калінін). У 1966 році допомагав тренувати запорізький «Металург». На початку 1967 року прийняв запрошення жовтоводського «Авангарду», яким керував до кінця 1968 року. У 1971 році очолив «Терек» (Грозний).

## Досягнення

### Як гравця
Команда міста Калінін
- Клас «Б» чемпіонату СРСР
  -  Чемпіон (1): 1951